# Polka / Cero a cero
Polka / Cero a cero es un sencillo del cantautor y folclorista chileno Tito Fernández, lanzado en 1972 bajo el sello discográfico DICAP, y perteneciente al álbum debut del artista, Tito Fernández, el Temucano, lanzado el año anterior por Peña de los Parra y distribuido también por DICAP.

## Lista de canciones
| Lado A |                 |                |          |  |
| N.º    | Título          | Música         | Duración |  |
| 1.     | «Polka» (polca) | Tito Fernández |          |  |

| Lado B |                         |        |          |  |
| N.º    | Título                  | Música | Duración |  |
| 2.     | «Cero a cero» (milonga) | D.R.   |          |  |